# 屯子腳斷層
屯子腳斷層（英語：Tuntzuchiao Fault），為右移斷層，呈東北東走向，由台中市后里，向西南延伸經下后里、內埔（屯子腳）至清泉崗，長約14公里。

## 總結與評估
屯子腳斷層，僅在后里台地東北仍殘留一地形崖，而1935年地震時地表破裂並未保存。由地球物理探勘結果，淺部斷層帶約數百公尺寬，呈現花狀構造；在后里台地最上部的階地堆積層沉積之後，除了1935年地震所造成的地震斷層截切紅土臺地堆積外，並未觀察到岩層傾動或褶曲等現象，因此在紅土臺地堆積堆積後斷層可能僅有1次活動的紀錄。
經過大地測量結果，跨過屯子腳的速度場變化量，仍以右移形式為主，並兼具壓縮特性，但變化量並不明顯，精密水準測量結果也顯示，跨屯子腳斷層並沒有明顯的高程變化量。屯子腳斷層，列為第一類活動斷層。